# Malacomys
Malacomys (Milne-Edwards, 1877) è un genere di Roditori della famiglia dei Muridi.

## Descrizione

### Dimensioni
Al genere Malacomys appartengono roditori di piccole dimensioni, con lunghezza della testa e del corpo tra 107 e 183 mm, la lunghezza della coda tra 121 e 209 mm e un peso fino a 130 g.

### Caratteristiche craniche e dentarie
Il cranio è lungo e sottile, con un rostro allungato. La scatola cranica non è molto più larga del rostro stesso. Le creste sopra-orbitali sono poco sviluppate. I fori incisivi sono corti. La bolla timpanica è piccola.
Sono caratterizzati dalla seguente formula dentaria:

### Aspetto
La pelliccia è densa, soffice e vellutata. Il muso è allungato. Le orecchie sono grandi. La coda è lunga e cosparsa di pochi peli. I piedi sono sottili e alquanto allungati. Il quinto dito è lungo, l'alluce è più lungo del normale. Sono presenti solo 5 cuscinetti sulla pianta dei piedi. Le femmine hanno un paio di mammelle pettorali e due paia inguinali.

## Distribuzione
Questo genere è diffuso nell'Africa subsahariana.

## Tassonomia
Il genere comprende 3 specie.
- Malacomys cansdalei
- Malacomys edwardsi
- Malacomys longipes